# Lampertheim (Basso Reno)
Lampertheim (Làmperte nel dialetto locale) è un comune francese di 3 459 abitanti situato nel dipartimento del Basso Reno nella regione del Grande Est.

## Società

### Evoluzione demografica
Abitanti censiti